# Alle donne piace ladro
Alle donne piace ladro (Dead Heat on a Merry-Go-Round) è un film del 1966 diretto da Bernard Girard.
È una commedia poliziesca statunitense con James Coburn, Camilla Sparv e Aldo Ray. È il debutto per Harrison Ford che interpreta in una piccola parte, non accreditato, un fattorino.

## Trama
Un ladro appena arrestato Eli Kotch, in prigione seduce la psicologa e riesce a conquistare la libertà condizionata, utilizzando le proprie abilità con accenti e travestimenti, seduce numerose donne al fine di recuperare le informazioni necessarie per rapinare la banca dell'aeroporto di Los Angeles.

## Produzione
Il film, diretto e sceneggiato da Bernard Girard, fu prodotto da Carter DeHaven per la Columbia Pictures Corporation e girato a Boston e a Los Angeles con un budget stimato in due milioni di dollari. I titoli di lavorazione furono Eli Kotch e The Big Noise.

## Distribuzione
Il film fu distribuito con il titolo Dead Heat on a Merry-Go-Round negli Stati Uniti dal 12 ottobre 1966 (première a New York) al cinema dalla Columbia Pictures.
Altre distribuzioni:
- in Danimarca il 18 marzo 1967 (Storeslem i Los Angeles)
- in Finlandia il 19 maggio 1967 (Raha ei haise - eli keikka ja miten se tehdään)
- in Germania Ovest il 11 agosto 1967 (Immer wenn er Dollars roch)
- in Turchia nel dicembre del 1970 (Çapkin gangster)
- in Ungheria (Agyafúrt kasszafúró)
- in Portogallo (Amar nas Horas Vagas)
- in Spagna (Ladrón y amante)
- in Brasile (O Ladrão Conquistador)
- in Grecia (Oles oi gynaikes agapoun ton klefti)
- in Polonia (Spryciarz Ed)
- in Svezia (Storslam i Los Angeles)
- in Francia (Un truand)
- in Italia (Alle donne piace ladro)

## Critica
Secondo il Morandini il film è una "commedia frivola, ingegnosa, verbosa". Morandini evidenzia inoltre l'interpretazione di Coburn. Secondo Leonard Maltin il film è un "contorto ma intrigante racconto criminale" che si pregerebbe di un "finale a sorpresa".

## Promozione
La tagline è: "The slickest swingin'est con man who ever took the world for a ride!".